# Tomáš Petříček (kanoista)
Tomáš Petříček (* 3. srpna 1963 Žatec) je bývalý československý vodní slalomář, kanoista závodící v kategorii C2. Jeho partnerem v lodi byl jeho bratr Jan.
Na mistrovstvích světa získal v roce 1989 dvě stříbrné medaile, jednu z individuálního závodu C2, druhou ze závodu hlídek C2. Startoval na Letních olympijských hrách 1992 v Barceloně, kde skončil na sedmém místě.